# Carcelia peraequalis
Carcelia peraequalis là một loài ruồi trong họ Tachinidae.